# Hybolasius picitarsis
Hybolasius picitarsis är en skalbaggsart som beskrevs av Thomas Broun 1883. Hybolasius picitarsis ingår i släktet Hybolasius och familjen långhorningar. Inga underarter finns listade i Catalogue of Life.